# Paterna de Rivera
Paterna de Rivera er en by og kommune i det sydlige Spanien i provinsen Cádiz. Den har et indbyggertal på 5.505 (2024) indbyggere.